# Рюгге (Норвегия)
Рюгге (норв. Rygge) — коммуна в губернии Эстфолл в Норвегии. Административный центр коммуны — город Рюгге. Официальный язык коммуны — букмол. Население коммуны на 2007 год составляло 13 914 чел. Площадь коммуны Рюгге — 74,14 км², код-идентификатор — 0136.

## История населения коммуны
Население коммуны за последние 60 лет.

Статистика коммуны Рюгге